# Hydraena paganettii
Hydraena paganettii är en skalbaggsart som beskrevs av Ludwig Ganglbauer 1901. Hydraena paganettii ingår i släktet Hydraena och familjen vattenbrynsbaggar. Inga underarter finns listade i Catalogue of Life.